# Canton de Bourbriac
Le canton de Bourbriac est une ancienne division administrative française, située dans le département des Côtes-d'Armor et la région Bretagne.

## Composition
Le canton de Bourbriac regroupait les communes suivantes :
- Bourbriac ;
- Kerien ;
- Magoar ;
- Plésidy ;
- Pont-Melvez ;
- Saint-Adrien ;
- Senven-Léhart.

## Démographie
| 1962  | 1968  | 1975  | 1982  | 1990  | 1999  | 2006  | 2011  | 2012  |
| ----- | ----- | ----- | ----- | ----- | ----- | ----- | ----- | ----- |
| 6 495 | 5 901 | 5 202 | 4 778 | 4 564 | 4 430 | 4 602 | 4 632 | 4 616 |

## Histoire
- De 1833 à 1840, les cantons de Belle-Isle-en-Terre et de Bourbriac avaient le même conseiller général. Le nombre de conseillers généraux était limité à 30 par département.
- De 1840 à 1848, les cantons de Saint-Nicolas-du-Pélem et de Bourbriac avaient le même conseiller général. Le nombre de conseillers généraux était limité à 30 par département.

## Représentation

### Conseillers généraux de 1833 à 2015
| 1833 | 1836             | Louis Desjars (1803-1875)                    |                    | Négociant, propriétaire, notaire à Guingamp Maire de Belle-Isle-en-Terre (1849-1855)             |  |  |  |  |
| 1836 | 1840             | François Le Calvez                           |                    | Notaire, propriétaire à Guingamp Conseiller d'arrondissement                                     |  |  |  |  |
| 1840 | 1845             | Alfred Louis Le Guillou Kergoat              |                    | Juge de paix et propriétaire à Bourbriac                                                         |  |  |  |  |
| 1845 | 1848             | Jean Louis René Charles Huchet du Guermeur   |                    | Notaire Maire de Saint-Nicolas-du-Pélem (1830-1848)                                              |  |  |  |  |
| 1848 | 1858 (décès)     | Alfred Louis Le Guillou Kergoat              |                    | Juge de paix et propriétaire à Bourbriac                                                         |  |  |  |  |
| 1858 | 1867             | Charles de Kerliviou (1830-1898)             |                    | Propriétaire à Guingamp                                                                          |  |  |  |  |
| 1867 | 1871             | Joseph Hillion                               | Droite             | Juge de paix du canton (1860-1882)                                                               |  |  |  |  |
| 1871 | 1877             | Jules-Marie Dorlodot d'Armont                | Droite             | Juge de paix à Quintin                                                                           |  |  |  |  |
| 1877 | 1880 (démission) | Charles Marius Michel de Goyon Duc de Feltre | Bonapartiste       | Diplomate, propriétaire à Paris Député des Côtes-du-Nord (1876-1885)                             |  |  |  |  |
| 1880 | 1883             | Yves-Marie Guégan                            | Républicain        | Notaire à Bourbriac                                                                              |  |  |  |  |
| 1883 | 1886             | Joseph Hillion                               | Droite             | Ancien juge de paix à Bourbriac Député des Côtes-du-Nord (1885-1889) Conseiller d'arrondissement |  |  |  |  |
| 1889 | 1913             | Vicomte Louis-Marie Rolland du Roscoat       | Droite             | Propriétaire Maire de Coadout Député des Côtes-du-Nord (1902-1906)                               |  |  |  |  |
| 1913 | 1924 (décès)     | Yves-Marie Personnic                         | Républicain        | Maire de Bourbriac (1919-1924)                                                                   |  |  |  |  |
| 1924 | 1931             | Jean Louis Le Diouron                        | Rad.               | Clerc de notaire Conseiller municipal de Bourbriac                                               |  |  |  |  |
| 1931 | 1940             | Gilles Trégoat                               | Rad.               | Médecin Maire de Bourbriac (1924-1927)                                                           |  |  |  |  |
|      |                  |                                              |                    |                                                                                                  |  |  |  |  |
| 1943 | 1945             | Yves Colleter                                | Rad.               | Maire de Bourbriac (1941-1944) Nommé conseiller départemental en 1943                            |  |  |  |  |
|      |                  |                                              |                    |                                                                                                  |  |  |  |  |
| 1945 | 1949             | Yves Le Couster (1903-1978)                  | PCF                | Commerçant-charron Maire de Bourbriac (1944-1947)                                                |  |  |  |  |
| 1949 | 1955             | Yves Colleter                                | Rad.               | Négociant Conseiller municipal, ancien maire de Bourbriac (1941-1943)                            |  |  |  |  |
| 1955 | 1967             | Jean-Michel Martin                           | Rad.               | Médecin Maire de Bourbriac (1953-1983)                                                           |  |  |  |  |
| 1967 | 1979             | Jean Bourgès                                 | Centriste puis PSU | Chef de bureau, Guingamp                                                                         |  |  |  |  |
| 1979 | 1985             | Roger Le Bahers (1920-1992)                  | PCF                | Menuisier Maire de Plésidy (1977-1989)                                                           |  |  |  |  |
| 1985 | 1992             | Louis Bourgès (1921-2010)                    | UDF                | Cultivateur Maire de Bourbriac (1983-1989)                                                       |  |  |  |  |
| 1992 | 2011             | Yannick Botrel                               | PS                 | Aviculteur Maire de Bourbriac (1995-2014) Sénateur des Côtes-d'Armor (2008-2020)                 |  |  |  |  |
| 2011 | 2015             | René Le Lepvrier                             | PS                 | Inspecteur en sécurité sanitaire et qualité des aliments Conseiller municipal de Bourbriac       |  |  |  |  |

### Conseillers d'arrondissement (de 1833 à 1940)
| Période | Période | Identité                                              | Étiquette         | Qualité                                               |
| --- | ------- | ----------------------------------------------------- | ----------------- | ----------------------------------------------------- |
| 1833 | 1842    | Ambroise Charles Marie Le Guillou-Kergoat (1771-1847) |                   | Juge de paix à Bourbriac                              |
| 1842 | 1848    | M. Raoult                                             |                   | Propriétaire à Plésidy                                |
| |         |                                                       |                   |                                                       |
| av.1856 | 1858    | Jean Marie Salaün (1810-1879)                         |                   | Propriétaire, maire de Pont-Melvez                    |
| 1858 | 1864    | Jean François Le Graët                                |                   | Propriétaire à Plésidy                                |
| 1864 | 1867    | Joseph Laurent Hillion                                | Union des droites | Juge de paix, ancien maire de Bourbriac (1852 à 1859) |
| 1867 | 1871    | Maurice Guillaume Raoult (1817-1886)                  |                   | Maire de Magoar                                       |
| 1871 |         | M. Le Mer                                             |                   | Propriétaire à Magoar                                 |
| |         |                                                       |                   |                                                       |
| | 1910    | R. Simon                                              | Droite            | Maire de Pont-Melvez                                  |
| 1910 | 1928    | Jules Gicquel                                         | RG                | Maire de Kerien                                       |
| 1928 | 1940    | Yves Lozahic                                          | PDP               | Cultivateur, conseiller municipal de Bourbriac        |
| Les conseils d'arrondissement ont été suspendus par la loi du 12 octobre 1940 et n'ont jamais été réactivés |         |                                                       |                   |                                                       |
| Les données manquantes sont à compléter.                                                                    |         |                                                       |                   |                                                       |